# (1879) Broederstroom
(1879) Broederstroom est un astéroïde de la ceinture principale.

## Description
(1879) Broederstroom est un astéroïde de la ceinture principale. Il fut découvert le 16 octobre 1935 à Johannesbourg par Hendrik van Gent. Il présente une orbite caractérisée par un demi-grand axe de 2,25 UA, une excentricité de 0,15 et une inclinaison de 1,7° par rapport à l'écliptique.

## Rotation et forme
(1879) Broederstroom a une période de rotation de 3,015 43 ± 0,000 08 heures et aurait une forme presque sphéroïdale.

## Satellite
Un satellite lui a été découvert grâce à des observations photométriques effectuées entre le 22 janvier et le 3 mars 2024. Le diamètre de ce compagnon serait (34 ± 2) % de celui de l'objet primaire. Le satellite ferait le tour de son primaire en 47,83 ± 0,02 heures.

## Compléments